# Вайт-Крік (Нью-Йорк)
Вайт-Крік (англ. White Creek) — місто (англ. town) в США, в окрузі Вашингтон штату Нью-Йорк. Населення — 3275 осіб (2020).

## Демографія
Згідно з переписом 2010 року, у місті мешкало 3356 осіб у 1343 домогосподарствах у складі 887 родин. Було 1501 помешкання
Расовий склад населення:
| - 97,2 % — білих - 0,6 % — азіатів - 0,5 % — чорних або афроамериканців - 0,1 % — корінних американців |

До двох чи більше рас належало 1,2 %. Частка іспаномовних становила 1,7 % від усіх жителів.
За віковим діапазоном населення розподілялося таким чином: 21,6 % — особи молодші 18 років, 60,2 % — особи у віці 18—64 років, 18,2 % — особи у віці 65 років та старші. Медіана віку мешканця становила 44,5 року. На 100 осіб жіночої статі у місті припадало 93,5 чоловіків;  на 100 жінок у віці від 18 років та старших — 92,7 чоловіків також старших 18 років.
Середній дохід на одне домашнє господарство  становив 58 350 доларів США (медіана — 52 969), а середній дохід на одну сім'ю — 73 649 доларів (медіана — 67 500). Медіана доходів становила 43 411 долар для чоловіків та 44 076 доларів для жінок. За межею бідності перебувало 6,7 % осіб, у тому числі 1,1 % дітей у віці до 18 років та 12,8 % осіб у віці 65 років та старших.
Цивільне працевлаштоване населення становило 1614 осіб. Основні галузі зайнятості: освіта, охорона здоров'я та соціальна допомога — 28,3 %, виробництво — 21,9 %, роздрібна торгівля — 8,9 %, мистецтво, розваги та відпочинок — 7,2 %.